# Alexander Jakowlewitsch Gomelski

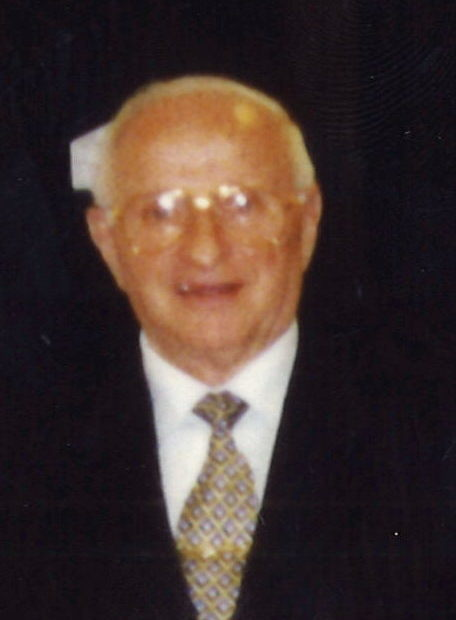
Alexander Gomelski (September 1998)

Alexander Jakowlewitsch Gomelski (russisch Александр Яковлевич Гомельский, wiss. Transliteration Aleksandr Jakovlevič Gomel’skij; * 18. Januar 1928 in Kronstadt, Sowjetunion; † 16. August 2005 in Moskau) war ein sowjetischer Basketballtrainer. Fünfmal führte er die sowjetische Nationalmannschaft als Trainer bei Olympischen Spielen. Sein größter Triumph war der Gewinn der Goldmedaille 1988 in Seoul. Sein Kind ist Wladimir Alexandrowitsch Gomelski.

## Leben
Bereits mit 17 Jahren begann Gomelski seine Trainerlaufbahn als Spieler-Trainer bei SKA Leningrad, wo er bis 1952 blieb. 13 Jahre lang trainierte er anschließend den lettischen ASK Riga, bis er 1966 zum Armeeclub ZSKA Moskau wechselte, den er 22 Jahre trainierte und dessen Präsident er war.
Als Trainer der sowjetischen Nationalmannschaft war Gomelski (mit Unterbrechung) von 1958 bis 1988 tätig. Bei Olympischen Spielen gewann er zweimal Bronze (1968 und 1980), einmal Silber (1964) und einmal Gold (1988). Ebenso gewann er bei den Basketball-Weltmeisterschaften in Uruguay 1967 und in Kolumbien 1982 den Titel, 1963 und 1967 wurde der dritte Platz belegt. Unter seiner Führung wurde die sowjetische Mannschaft 1961, 1963, 1965, 1967, 1969, 1979, 1981 Europameister.
Alexander Gomelski hat mehrere Bücher über Basketball herausgegeben. Er wurde im Mai 1995 in die Naismith Memorial Basketball Hall of Fame in Springfield/Massachusetts (USA), dem angesehensten Basketballmuseum der Welt, aufgenommen. Gomelski gilt als der Vater des modernen Basketball in der ehemaligen Sowjetunion und ist neben Cesare Rubini, Aleksandar Nikolić und Antonio Díaz-Miguel einer der bedeutendsten Trainer in der Geschichte des europäischen Basketballs.
2007 wurde Alexander Gomelski zudem als einer der ersten Trainer in die FIBA Hall of Fame aufgenommen. Sein Bruder Jewgeni (* 1938) war ebenfalls als Basketballtrainer aktiv.
Die jährliche Auszeichnung für den besten Trainer der EuroLeague-Saison trägt den Namen Alexander Gomelski Trophy.